# Buthus parroti
Espèce
Synonymes
- Buthus atlantis parroti Vachon, 1949

Buthus parroti est une espèce de scorpions de la famille des Buthidae.

## Distribution
Cette espèce est endémique du Maroc. Elle se rencontre dans le bassin de l'oued Souss.

## Systématique et taxinomie
Cette espèce a été décrite sous le protonyme Buthus atlantis parroti par Vachon en 1949. Elle est élevée au rang d'espèce par Sousa, Arnedo et Harris en 2017.

## Étymologie
Cette espèce est nommée en l'honneur de Louis-Michel Parrot (1883-1969).

## Publication originale
- Vachon, 1949 : « Études sur les Scorpions III (suite) Description des Scorpions du Nord de l’Afrique. » Archives de l’Institut Pasteur d’Algérie, vol. 27, no 4, p. 334-396.